# Mantellinae
Mantellinae vormen een onderfamilie van kikkers uit de familie gouden kikkers (Mantellidae). De groep werd voor het eerst wetenschappelijk beschreven door Raymond Ferdinand Laurent in 1946. Later werd de wetenschappelijke naam Mantellini gebruikt.
Er zijn 128 soorten in 9 geslachten die voorkomen op het Afrikaanse eiland Madagaskar en het kleinere eiland Mayotte.

## Taxonomie
Onderfamilie Mantellinae
- Geslacht Blommersia
- Geslacht Boehmantis
- Geslacht Gephyromantis
- Geslacht Guibemantis
- Geslacht Mantella
- Geslacht Mantidactylus
- Geslacht Spinomantis
- Geslacht Tsingymantis
- Geslacht Wakea